# فلوریان فلیک
فلوریان فلیک (زاده ۱ مه ۲۰۰۰) یک فوتبالیست اهل آلمان است که به عنوان مدافع و هافبک دفاعی برای باشگاه شالکه ۰۴ در بوندسلیگا ۲ بازی می‌کند.

## پیون به بیرون
- فلوریان فلیک در FootballDatabase.eu (انگلیسی)
- فلوریان فلیک در ساکِروِی (انگلیسی)
- فلوریان فلیک در ترنسفرمارکت (بازیکن) (انگلیسی)
- فلوریان فلیک در WorldFootball.net (انگلیسی)